# الولايات المتحدة الأوروبية
الولايات المتحدة الأوروبية (تسمى بالإنجليزية: The United States of Europe: الولايات المتحدة الأوروبية، و European state: الدولة الأوروبية، و the European federation: الفدرالية الأوروبية، و Federal Europe: أوروبا الفدرالية) وهي أسماء تستخدم لتشير إلى سيناريوهات مفترضة لتوحيد أوروبا في اتحاد إندماجي واحد من الولايات ذو سيادة، مشابهاً للولايات المتحدة الأمريكية، كما كان متصوراً من قبل كتاب الخيال تأملي والخيال العلمي، وعلماء السياسة، والسياسيين، والجغرافيين، والمؤرخين، وو علماء المستقبليات. في الوقت الحاضر، بينما الاتحاد الأوروبي لا يعتبر اتحاداً اندماجياً بشكلٍ رسمي، العديد من المراقبين الأكادميين بعتبرون أن لديه سمات الاتحاد الاندماجي.
على وجه التحديد، فإن مصطلح الولايات المتحدة الأوروبية - كمقارنة مباشرة مع الولايات المتحدة الأمريكية - يفترض ضمنياً أن كل الدول الأوروبية سوف تكتسب وضعاً مشابهاً لوضع ولاية أمريكية، لتصبح الأجزاء المكونة للاتحاد الاندماجي الأوروبي تقوم بدور دولة واحدة.

## لمحة تاريخية
تطورت صيغ مختلفة للمفهوم عبر القرون، والكثر منها لا يتفق مع بعضها بعضاً (إدراج أو استبعاد المملكة المتحدة، واتحاد ديني أو عَلماني، إلخ). تشمل هذا المقترحات من الملك البوهيمي جورج من بوديبرادي في 1464؛ دوق سولي من فرنسا في القرن السابع عشر؛ ومشروع وليام بن، الكويكر المؤسس لبنسلفانيا، لإنشاء «دايت أوروبي (مجلس أوروبي)، أو برلمان، أو مقاطعات».
أيضاً جورج واشنطن أعرب عن دعمه لفكرة «الولايات المتحدة الأوروبية» كما يُزعم، وعلى الرغم من صحة هذا البيان فإنه قد شُكك به.

### القرن التاسع عشر
لاحظ فيلكس ماركهام خلال مداولة في سانت هيلانة، أن نابليون بونابارت قدم ملاحظة قائلاً: «هكذا أوروبا مقسمة إلى جنسيات تشكلت بحرية وحرة داخلياً، السلام بين الدول سيكون أسهل: الولايات المتحدة الأوروبية ستكون مُحتَملة.»
الولايات المتحدة الأوروبية كان أيضاً اسماً للمفهوم الذي قدمه فويتشخ ياسترزبوسكي في كتابه الذي يُدعى عن السلام الأبدي بين الأمم، الذي نُشر في 31 أيار 1831، يتألف المشروع من 77 مقالة. كانت الولايات المتحدة الأوروبية مُتصوّرة على أن تكون منظمة دولية بدلاً من دولة عظمة.
كان جوزيبي مازيني من الدعاة الأوائل للـ«الولايات المتحدة الأوروبية»، واعتبر أن توحيد أوروبا استمراراً منطقياً لتوحيد إيطاليا. وقام بإنشاء حركة أوروبا الفتاة.
استخدم مصطلح الولايات المتحدة الأوروبية (بالفرنسية: États-Unis d'Europe) من قبل فيكتور هوجو، خلال كلمة ألقاها في المؤتمر الدولي للسلام الذي عُقد في باريس سنة 1849. فضّل فيكتور هوجو إنشاء «مجلس شيوخ أعلى ذو سيادة، والذي سيكون لأوروبا كما البرلمان لإنجلترا» وقال: «سيأتي يوم تشكل فيه كل الأمم في قارتنا أخوية أوروبية... سيأتي يوم سنرى فيه... الولايات المتحدة الأمريكية والولايات المتحدة الأوروبية وجهاً لوجه، يتواصلون مع بعضهم البعض عبر البحار.»
زرع هوجو شجرة في فِناء في مكان إقامته في غيرنزي. أُشير إليه بقول عندما تنضج هذه الشجرة، ستخرج الولايات المتحدة الأوروبية إلى حيز الوجود. حتى هذا اليوم ما زالت هذه الشجرة تنمو في حدائق ميزون دي هوتفيل في سان بيتر بورت في غيرنزي، مكان إقامة فيكتور هوجو خلال نفيه عن فرنسا.
كتب الفيلسوف الإيطالي كارلو كاتانيو «المحيط هائج ويشكل دوامة، والتيارات تذهب إلى نهايتين محتملتين: الاستبداد، أو الولايات المتحدة الأوروبية». في سنة 1867 انضم جوزيبي غاريبالدي وجون ستيوارت مل إلى فيكتور هوجو في مؤتمر التجمع من أجل السلام والحرية في مدينة جنيف. ذكر الإناركي ميخائيل باكونين «أنه من أجل تحقيق انتصار الحرية والعدل والسلام في العلاقات الدولية لأوروبا، ولجعل الحرب الأهلية مستحيلة بين الشعوب المختلفة التي تشكل العائلة الأوروبية، فهنالك طريق واحدة: إنشاء الولايات المتحدة الأوروبية». أيضاً نادت الجمعية الوطنية الفرنسية لأجل الولايات المتحدة الأوروبية في 1 آذار 1871.

### القرن العشرين
في أعقاب كارثة الحرب العالمية الأولى، بعض المفكرين وأصحاب الرؤى بدؤوا مرةً أخرى إخراج إلى السطح فكرة أوروبا المتحدة سياسياً. في سنة 1923، أنشاء الكونت النمساوي ريتشارد فون كاودنهوفه-كالرغي حركة القومية الأوروبية واستضاف أول مؤتمر للقومة الأوروبية، والذي عُقد في مدينة فيينا في سنة 1926. كان الهدفُ مبنياً على المبادئ: الليبرالية، والنصرانية، والمسؤولية الاجتماعية. قبل الثورة الشيوعية في روسيا، تنبأ تروتسكي بـ«جمهورية أوروبا الاتحادية (الفدرالية)- الولايات المتحدة الأوروبية»، تنشئها البروليتاريا (طبقة العمال).
في 1929، ألقى رئيس الوزراء الفرنسي أريستيد بريان خطاباً قبل اجتماع عصبة الأمم بحث قدم مقترحاً بفكرة اتحاد فدرالي للأمم الأوروبية مبنياً على التضامن وعلى تحقيق الرخاء الاقتصادي وعلى التعاون السياسي والاجتماعي. العديد من الاقتصاديين البارزين، من ضمنهم كان جون مينارد كينز، دعموا هذا الرأي. وبناءاً على طلب العصبة قدم أريستيد بريان «مذكرة بشأن تنظيم نظام للاتحاد الفدرالي الأوروبي» في سنة 1930. في سنة 1931، قام كلاً من السياسي الفرنسي إدوارد هريوت والموظف الحكومي البريطاني آرثر سالتر بصياغة كتب بعنوان الولايات المتحدة الأوروبية.
خلال انتصارات ألمانيا النازية في الحرب العالمية الثانية، صرح فيلهلم الثاني بأن «يد الله تخلق عالماً جديداً وتصنع المعجزات. ... سنصبح الولايات المتحدة الأوروبية تحت قيادةٍ ألمانية، قارة أوروبية متحدة.»
في سنة 1941، قام المعاديان للفاشية ألتيرو سبينللي وإرنستو روسي بإنهاء كتابة بيان فينتوتين (بالإيطالية: Manifesto di Ventotene)، لتشجيع على قيام فدرالية بين الدول الأوروبية.

استخدم مصطلح الولايات المتحدة الأوروبية من قبل وينستون تشرشل في خطابه الذي ألقاه بتاريخ 19 أيلول 1946 في جامعة زيورخ في سويسرا. في هذا الخطاب الذي ألقاه بعد نهاية الحرب العالمية الثانية، ختمه تشرشل بقول: 

قبل الحرب العالمية الثانية، اتخذ تشرشل سلوكاً انعزالياً تجاه أوروبا القارية. بتاريخ 15 شباط 1930، علق تشرشل في الصحيفة الأمريكية The Saturday Evening Post أن الاتحاد الأوروبي كان ممكناً بين الدول القارية؛ ولكن دون مشاركة بريطانيا: 
اتخذ تشترشل نهجاً أكثر حذراً («الموقف الوحدوي») إزاء التكامل الأوروبي أكثر مما كان عليه النهج القاري والذي كان يعرف بالـ«الموقف الفدرالي». دعا الفيدراليون إلى اندماجٍ كاملٍ مع دستور، بينما دعا وحدويو حركة أوروبا المتحدة إلى تشكيل هيئة استشارية، تفوق الفيدراليون في مؤتمر أوروبا. كان الإنجاز الأولي لمؤتمر أوروبا هو المحكمة الأوروبية لحقوق الإنسان، والتي سبقت الاتحاد الأوروبي.

## آفاق لاتحادٍ أوثق
الولايات المتحدة الأوروبية (تسمى بالإنجليزية: The United States of Europe: الولايات المتحدة الأوروبية، و European state: الدولة الأوروبية، و the European federation: الفدرالية الأوروبية، و Federal Europe: أوروبا الفدرالية) وهي أسماء تستخدم لتشير إلى سيناريوهات مفترضة لتوحيد أوروبا في اتحاد إندماجي واحد من الولايات ذو سيادة، مشابهاً للولايات المتحدة الأمريكية، كما كان متصوراً من قبل كتاب الخيال تأملي والخيال العلمي، وعلماء السياسة، والسياسيين، والجغرافيين، والمؤرخين، وو علماء المستقبليات. في الوقت الحاضر، بينما الاتحاد الأوروبي لا يعتبر اتحاداً اندماجياً بشكلٍ رسمي، العديد من المراقبين الأكادميين بعتبرون أن لديه سمات الاتحاد الاندماجي.
على وجه التحديد، فإن مصطلح الولايات المتحدة الأوروبية - كمقارنة مباشرة مع الولايات المتحدة الأمريكية - يفترض ضمنياً أن كل الدول الأوروبية سوف تكتسب وضعاً مشابهاً لوضع ولاية أمريكية، لتصبح الأجزاء المكونة للاتحاد الاندماجي الأوروبي تقوم بدور دولة واحدة.

## لمحة تاريخية
تطورت صيغ مختلفة للمفهوم عبر القرون، والكثر منها لا يتفق مع بعضها بعضاً (إدراج أو استبعاد المملكة المتحدة، واتحاد ديني أو عَلماني، إلخ). تشمل هذا المقترحات من الملك البوهيمي جورج من بوديبرادي في 1464؛ دوق سولي من فرنسا في القرن السابع عشر؛ ومشروع وليام بن، الكويكر المؤسس لبنسلفانيا، لإنشاء «دايت أوروبي (مجلس أوروبي)، أو برلمان، أو مقاطعات».
أيضاً جورج واشنطن أعرب عن دعمه لفكرة «الولايات المتحدة الأوروبية» كما يُزعم، وعلى الرغم من صحة هذا البيان فإنه قد شُكك به.

### القرن التاسع عشر
لاحظ فيلكس ماركهام خلال مداولة في سانت هيلانة، أن نابليون بونابارت قدم ملاحظة قائلاً: «هكذا أوروبا مقسمة إلى جنسيات تشكلت بحرية وحرة داخلياً، السلام بين الدول سيكون أسهل: الولايات المتحدة الأوروبية ستكون مُحتَملة.»
الولايات المتحدة الأوروبية كان أيضاً اسماً للمفهوم الذي قدمه فويتشخ ياسترزبوسكي في كتابه الذي يُدعى عن السلام الأبدي بين الأمم، الذي نُشر في 31 أيار 1831، يتألف المشروع من 77 مقالة. كانت الولايات المتحدة الأوروبية مُتصوّرة على أن تكون منظمة دولية بدلاً من دولة عظمة.
كان جوزيبي مازيني من الدعاة الأوائل للـ«الولايات المتحدة الأوروبية»، واعتبر أن توحيد أوروبا استمراراً منطقياً لتوحيد إيطاليا. وقام بإنشاء حركة أوروبا الفتاة.
استخدم مصطلح الولايات المتحدة الأوروبية (بالفرنسية: États-Unis d'Europe) من قبل فيكتور هوجو، خلال كلمة ألقاها في المؤتمر الدولي للسلام الذي عُقد في باريس سنة 1849. فضّل فيكتور هوجو إنشاء «مجلس شيوخ أعلى ذو سيادة، والذي سيكون لأوروبا كما البرلمان لإنجلترا» وقال: «سيأتي يوم تشكل فيه كل الأمم في قارتنا أخوية أوروبية... سيأتي يوم سنرى فيه... الولايات المتحدة الأمريكية والولايات المتحدة الأوروبية وجهاً لوجه، يتواصلون مع بعضهم البعض عبر البحار.»
زرع هوجو شجرة في فِناء في مكان إقامته في غيرنزي. أُشير إليه بقول عندما تنضج هذه الشجرة، ستخرج الولايات المتحدة الأوروبية إلى حيز الوجود. حتى هذا اليوم ما زالت هذه الشجرة تنمو في حدائق ميزون دي هوتفيل في سان بيتر بورت في غيرنزي، مكان إقامة فيكتور هوجو خلال نفيه عن فرنسا.
كتب الفيلسوف الإيطالي كارلو كاتانيو «المحيط هائج ويشكل دوامة، والتيارات تذهب إلى نهايتين محتملتين: الاستبداد، أو الولايات المتحدة الأوروبية». في سنة 1867 انضم جوزيبي غاريبالدي وجون ستيوارت مل إلى فيكتور هوجو في مؤتمر التجمع من أجل السلام والحرية في مدينة جنيف. ذكر الإناركي ميخائيل باكونين «أنه من أجل تحقيق انتصار الحرية والعدل والسلام في العلاقات الدولية لأوروبا، ولجعل الحرب الأهلية مستحيلة بين الشعوب المختلفة التي تشكل العائلة الأوروبية، فهنالك طريق واحدة: إنشاء الولايات المتحدة الأوروبية». أيضاً نادت الجمعية الوطنية الفرنسية لأجل الولايات المتحدة الأوروبية في 1 آذار 1871.

### القرن العشرين
في أعقاب كارثة الحرب العالمية الأولى، بعض المفكرين وأصحاب الرؤى بدؤوا مرةً أخرى إخراج إلى السطح فكرة أوروبا المتحدة سياسياً. في سنة 1923، أنشاء الكونت النمساوي ريتشارد فون كاودنهوفه-كالرغي حركة القومية الأوروبية واستضاف أول مؤتمر للقومة الأوروبية، والذي عُقد في مدينة فيينا في سنة 1926. كان الهدفُ مبنياً على المبادئ: الليبرالية، والنصرانية، والمسؤولية الاجتماعية.. قبل الثورة الشيوعية في روسيا، تنبأ تروتسكي بـ«جمهورية أوروبا الاتحادية (الفدرالية)- الولايات المتحدة الأوروبية»، تنشئها البروليتاريا (طبقة العمال).
في 1929، ألقى رئيس الوزراء الفرنسي أريستيد بريان خطاباً قبل اجتماع عصبة الأمم بحث قدم مقترحاً بفكرة اتحاد فدرالي للأمم الأوروبية مبنياً على التضامن وعلى تحقيق الرخاء الاقتصادي وعلى التعاون السياسي والاجتماعي. العديد من الاقتصاديين البارزين، من ضمنهم كان جون مينارد كينز، دعموا هذا الرأي. وبناءاً على طلب العصبة قدم أريستيد بريان «مذكرة بشأن تنظيم نظام للاتحاد الفدرالي الأوروبي» في سنة 1930. في سنة 1931، قام كلاً من السياسي الفرنسي إدوارد هريوت والموظف الحكومي البريطاني آرثر سالتر بصياغة كتب بعنوان الولايات المتحدة الأوروبية.
خلال انتصارات ألمانيا النازية في الحرب العالمية الثانية، صرح فيلهلم الثاني بأن «يد الله تخلق عالماً جديداً وتصنع المعجزات. ... سنصبح الولايات المتحدة الأوروبية تحت قيادةٍ ألمانية، قارة أوروبية متحدة.»
في سنة 1941، قام المعاديان للفاشية ألتيرو سبينللي وإرنستو روسي بإنهاء كتابة بيان فينتوتين (بالإيطالية: Manifesto di Ventotene)، لتشجيع على قيام فدرالية بين الدول الأوروبية.

استخدم مصطلح الولايات المتحدة الأوروبية من قبل وينستون تشرشل في خطابه الذي ألقاه بتاريخ 19 سبتمبر 1946 في جامعة زيورخ في سويسرا. في هذا الخطاب الذي ألقاه بعد نهاية الحرب العالمية الثانية، ختمه تشرشل بقول: 

قبل الحرب العالمية الثانية، اتخذ تشرشل سلوكاً انعزالياً تجاه أوروبا القارية. بتاريخ 15 شباط 1930، علق تشرشل في الصحيفة الأمريكية The Saturday Evening Post أن الاتحاد الأوروبي كان ممكناً بين الدول القارية؛ ولكن دون مشاركة بريطانيا: 
اتخذ تشترشل نهجاً أكثر حذراً («الموقف الوحدوي») إزاء التكامل الأوروبي أكثر مما كان عليه النهج القاري والذي كان يعرف بالـ«الموقف الفدرالي». دعا الفيدراليون إلى اندماجٍ كاملٍ مع دستور، بينما دعا وحدويو حركة أوروبا المتحدة إلى تشكيل هيئة استشارية، تفوق الفيدراليون في مؤتمر أوروبا. كان الإنجاز الأولي لمؤتمر أوروبا هو المحكمة الأوروبية لحقوق الإنسان، والتي سبقت الاتحاد الأوروبي.

## آفاق لاتحادٍ أوثق
الدول الأعضاء في الاتحاد الأوروبي لديها العديد من السياسات المشتركة ضمن الاتحاد الأوروبي ولأجل مصلحة الاتحاد الأوروبي والموحية أحياناً من دولة واحدة. لديه إدارة تنفيذية مشتركة (المفوضية الأوروبية)، وممثل أعلى واحد للاتحاد الأوروبي للشؤون الخارجية والسياسة الأمنية، وسياسة أمنية و دفاعية مشتركة للاتحاد الأوروبي، ومحكمة عليا (محكمة العدل الأوروبية - ولكن فقط في مسائل قانون الاتحاد الأوروبي)، وقوات لحفظ السلام (يوروفور)، ومنظمات أبحاث حكومية دولية (منتدى EIRO مع أعضاء مثل سيرن). غالباً ما يشار إلى اليورو على أنه «العملة الأوروبية الموحدة»، والذي تم اعتماده رسمياً من قبل 19 دولة من الاتحاد الأوروبي بينما قامت سبع دول أخرى في الاتحاد الأوروبي بربط عملتها بآلية أسعار الصرف الأوروبية(ERM II). وبالإضافة إلى ذلك، فهنالك الكثير من الأقاليم الأوروبية خارج الاتحاد الأوروبي اعتمدت اليورو بشكل غير رسمي مثل الجبل الأسود، وجمهورية كوسوفو، وأندورا.[بحاجة لمصدر]
و مع ذلك فالاتحاد الأوروبي ليس لديه دستور واحد، ولا حكومة واحدة، ولا سياسية خارجية واحدة وضعتها تلك الحكومة، ولا يوجد نظام ضريبي واحد يسهم في خزانة واحدة، ولا يوجد جيش واحد. لا يوجد شيء مثل النظام القضائي الأوروبي الموحد، ناهيك عن المدعي العام الأوروبي الذي يستطيع أن يفرض قانون الاتحاد الأوروبي على المحاكم الأوروبية الابتدائية المستقلة لمحاكم الدول الأعضاء منفردة. لا يوجد قضاة محاكم ابتدائية أوروبيين أقسموا بالولاء لأوروبا على الولاء لأوطانهم، ولا يوجد سجون أوروبية. بدون محاكمه وسجونه المستقلة، فقدرة الاتحاد الأوروبي للحد من الفساد في في الدول الأعضاء محدودة جداً (و خصوصاً على النقيض من الحكومة الفدرالية في الولايات المتحدة).[بحاجة لمصدر]
|            |  |              |
| منطقة شنغن |  | منطقة اليورو |

توجد عدة مؤسسات أوروبية جامعة منفصلة عن الاتحاد الأوروبي. تَعُد وكالة الفضاء الأوروبية تقريباً جميع الدول الأعضاء في الاتحاد الأوروبي في عضويتها؛ ولكنها مستقلة عن الاتحاد الأوروبي وعضويته تشمل دولاً ليست من أعضاء الاتحاد الأوروبي، لا سيما سويسرا والنرويج. المحكمة الأوروبية لحقوق الإنسان (ينبغي عدم الخلط مع محكمة العدل الأوروبية) هي أيضاً مستقلة عن الاتحاد الأوروبي. وهي أحد عناصر مجلس أوروبا، مثل وكالة الفضاء الأوروبية، والتي تَعُد أعضاء الاتحاد الأوروبي وغير الأعضاء فيه على حدٍ سواء في عضويتها.
في الوقت الحاضر، فإن الاتحاد الأوروبي ارتباط حر من الدول ذات السيادة الذي يهدف إلى تحقيق أهدافهم المشتركة. بخلاف الهدف المبهم لـ«اتحاد أوثق على الإطلاق» في الإعلان الرسمي حول الاتحاد الأوروبي، فالاتحاد (بمعنى الحكومات الأعضاء) ليس لديه سياسة لإنشاء سواءاً فدرالية أو كونفدرالية. ومع ذلك فقد اشترك جان موني مع الاتحاد الأوروبي وسابقته السوق الأوروبية المشتركة قدموا مقترحات لذلك. هنالك مجموعة واسعة من المصطلحات التي تستخدم لوصف الهيكل السياسي المستقبلي المحتمل لأوروبا ككل، و/أو الاتحاد الأوروبي. يستخدم بعضهم مثل أوروبا المتحدة في كثير من الأحيان وفي سياقات متنوعة مثلها؛ ولكن ليس لها وضع دستوري واضح.
في الولايات المتحدة، المفهوم يدخل مناقشات جادة عن ما إذا كانت أوروبا الموحدة يمكن تنفيذها، وكيف سيكون تأثير زيادة الوحدة الأوروبية على العلاقات مع السلطة السياسية والاقتصادية للولايات المتحدة الأمريكية. غيلن مورجان، وهو أستاذ مشارك في الدراسات الحكومية والاجتماعية في جامعة هارفارد، يستخدم ذلك بشكل غير اعتذاري في كتابه The Idea of a European Superstate: Public Justification and European Integration. بينما ينصب تركيز كتاب مورجان على الآثار الأمنية المترتبة عن أوروبا موحدة، فهنالك عدد من الكتب اللاحقة تركز على الآثار الاقتصادية المترتبة على مثل هذا الكيان. تشمل هذه الكتب اللاحقة المهمة كتاب توماس روي ريد الولايات المتحدة الأوروبية The United States of Europe وكتاب جيريمي ريفكين الحلم الأوروبي The European Dream. لا مجلة مراجعة وطنية National Review ولا مجلة وقائع التعليم العالي The Chronicle of Higher Education شككا بمدى ملاءمة المطلح في استعراضاتهما.

### منظمات فيدرالية أوروبية
تم إنشاء منظمات فيدرالية مختلفة عبر الزمن تدعم فكرة أوروبا فيدرالية. تشمل هذه اتحاد الفيدراليين الأوروبيين، والحركة الدولة الأوروبية، والحزب الفيدرالي الأوروبي.[بحاجة لمصدر]

#### اتحاد الفيدراليين الأوروبيين
اتحاد الفيدراليين الأوروبيين Union of European Federalists (UEF) هو منظمة أوروبية غير حكومية، تقوم بحملات لأوروبا فيدرالية. تتكون من 20 منظمة تأسيسية، ولقد نشطت على الصعيدين المحلي والوطني الأوروبيين لمدة 50 عاماً.[بحاجة لمصدر]

#### الحركة الدولية الأوروبية
الحركة الدولية الأوروبية هي جماعة ضغط توجه جهود الجمعيات والمجالس الوطنية بهدف تعزيز التكامل الأوروبي، ونشر المعلومات عنه.[بحاجة لمصدر]

#### الحزب الفيدرالي الأوروبي
الحزب الفيدرالي الأوروبي هو حزب سياسي فيدرالي التوجه، مؤيد لأوروبا وقومي أوروبي يدعو إلى مزيد من التكامل في الاتحاد الأوروبي وإنشاء أوروبا إتحادية (فيدرالية). هدفه تجميع كل الأوروبيين لتعزيز فيدرالية أوروبية وللمشاركة في جميع الانتخابات في جميع أنحاء أوروبا.[بحاجة لمصدر]

## السياسيون

### جاي فيرهوفستادت
بعد الاستفتاء السلبي حول الدستور الأوروبي في فرنسا والأراضي المنخفضة (هولندا)، أصدر رئيس الوزراء البلجيكي الأسبق جاي فيرهوفشتان كتاباً في تشرين الثاني 2005 باللغة الهولندية، عنوان الكتاب هو Verenigde Staten van Europa أي «الولايات المتحدة الأوروبية»، بحيث يدعي فيه - بناءاً على نتائج استبيان يوروباروميتر - أن المواطن الأوروبي العادي يريد المزيد من أوروبا. وهو يعتقد أن أوروبا الفيدرالية يجب أن تُنشأ بين تلك الدول التي ترغب بوجود أوروبا فيدرالية (كشكل من أشكال تعزيز التعاون). وبعبارةٍ أخرى، فإن لُب (جوهر) أوروبا الفدرالية سيكون موجود ضمن الاتحاد الأوروبي الحالي. وذكر أيضاً أن تلك الدول الجوهرية يجب أن تفدرل (توحد اندماجياً) المجالات السياسية الخمسة التالية: سياسة اجتماعية-اقتصادية أوروبية، والتعاون التقاني، وقضاء وسياسية أمنية مشتركان، ودبلوماسية مشتركة، وجيش أوروبي. وبعد الإقرار على معاهدة لشبونة (في كانون الأول 2009) من قبل جميع الدول الأعضاء في الاتحاد الأوروبي، تم تعيين الخطوط العريضة لخدمات دبلوماسية مشتركة والمعروفة بخدمة الإجراءات الخارجية للاتحاد الأوروبي (EEAS). وأيضاً في 20 شباط 2009 صوت البرلمان الأوروبي لصالح إنشاء القوات المسلحة المتزامنة في أوروبا (SAFE) كخطوةٍ أولى نحو تشكيل قوة عسكرية أوروبية حقيقية. هذا الكتاب القصير عبارة عن ملخص لحالة من «فكرة» الاتحاد الأوروبي المترتب على الأصوات القائلة «لا» على الدستور الأوروبي في الاستفتاءات التي أجريت في عام 2005 في كلٍ من فرنسا وهولندا. ينص المؤلف في هذا الكتاب قضيته بقوة لنهج فيدرالي أقوى لمواجهة التحديات الاقتصادية والسياسية التي ستواجها الدول الأعضاء في الاتحاد الأوروبي في المستقبل.[بحاجة لمصدر]
حاز كتاب فيرهوفستادت على جائزة الكتاب الأوروبي، والتي تنظمها جمعية روح أوروبا (Esprit d'Europe) ويدعمها رئيس المفوضية الأوروبية السابق جاك ديلورس (Jacques Delors). وكانت قيمة الجائزة المالية 20 ألف يورو. وتم الإعلان عن الجائزة في البرلمان الأوروبي في مدينة بروكسل في 5 كانون الأول 2007. كاتب أدب الجريمة السويدي هنينغ مانكل (Henning Mankell) كان رئيس لجنة التحكيم المكونة من صحفيين أوروبيين لاختيار أول مستلم. وقال مانكل: "لجنة التحكيم كانت حساسة للشجاعة السياسية التي أبداها رئيس وزراء بلجيكا الحالي. وفي أوروبا التي لديها الكثير من الشك الذاتي، والتي لديها الكثير من التساؤلات حلو مستقبلها، إنه يقدم مشروعاً واضحاً للمستقبل ويعطي أسباباً للإيمان في البناء الأوروبي.[بحاجة لمصدر]
أثناء استلام الجائزة قال فيرهوفستادت: «عندما كتبت هذا الكتاب، في الواقع أنا تقصّد أن أستفز كل أولئك الذين لا يريدون الدستور الأوروبي. لحسن الحظ، أنه في النهاية تم التوصل إلى الحل بالمعاهدة التي تم الموافقة عليها.»

#### فيفان ردينغ
في 2012 نادت نائب رئيس المفوضية الأوروبية فيفان ردينغ (Viviane Reding) اللوكسومبورجية في خطابٍ لها بـ (باساو) في ألمانيا، وفي سلسلة من المقالات والمقابلات لأجل إقامة الولايات المتحدة الأوروبية باعتبارها وسيلة لتقوية وحدة أوروبا.

#### ماتيو رينزي
قال رئيس الوزراء الإيطالي ماتيو رينزي في 2014 أنه في ظل قيادته فإن إيطاليا ستخدم مدة الست شهور الرئاسية للاتحاد الأوروبي للدفع باتجاه إقامة الولايات المتحدة الأوروبية.

### المعارضة
الاتحاد الأوروبي لا يشمل كل أمة في أوروبا ولا يوجد إجماع بين حكومات الدول الأعضاء الحالية نحو التحول حتى لاتحاد تعاهدي مرن (كونفدرالية مرنة). وأيضاً هنالك معارضة أوروبية شكوكية ملحوظة للتكامل الأوروبي في العديد من الدول الأعضاء.[بحاجة لمصدر]
في حزيران 2016، كان التصويت في المملكة المتحدة بنسبة 52% من أجل مغادرة الاتحاد الأوروبي، و نسبة 48% من أجل من البقاء.

### استطلاعات للآراء

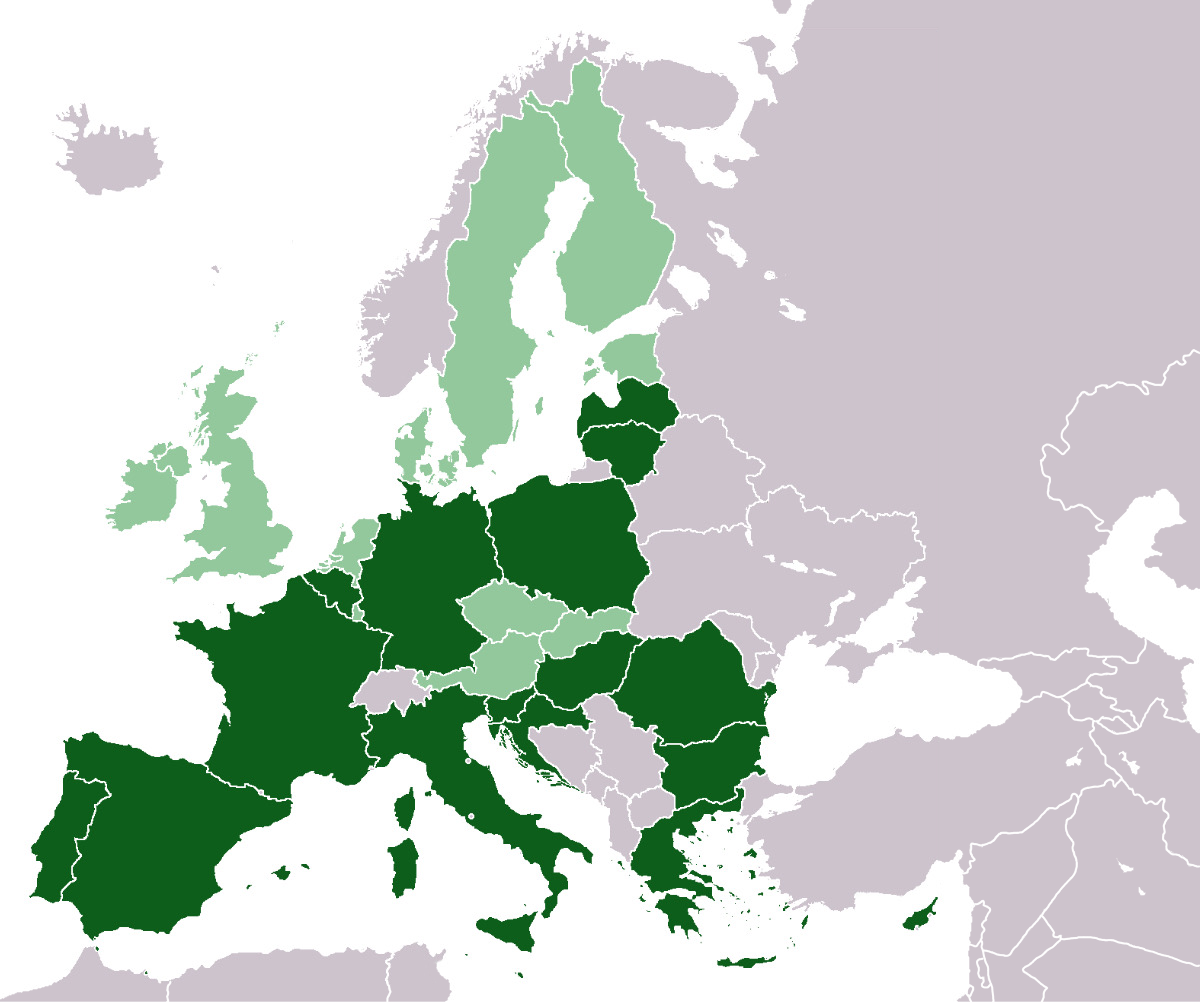
الموقف تجاه مواصلة تطوير الاتحاد الأوروبي إلى اتحاد (فدرالية) دول أمة
أعضاء الاتحاد الأوروبي مع عدد أكبر من الناس لصالح اتحاد فدرالي من العمل ضده

وفقاً لليوروباروميتر (2013)، فإن 69% من مواطني الاتحاد الأوروبي يؤيدون إجراء انتخابات مباشرة لرئيس المفوضية الأوروبية؛ 46% يدعمون تشكيل جيش موحد للاتحاد الأوروبي.
ثلثي المشاركين في الاستطلاع يعتقدون أن الاتحاد الأوروبي (بدلاً من حكومة وطنية وحيدة) يجب أن يتأخذ قرارات بشأن السياسة الخارجية. أكثر من نصف المشاركين في الاستطلاع يعتقدون أن الاتحاد الأوروبي يجب أن يتأخذ قرارات بشأن الدفاع.
%44 من المشاكرين في الاستطلاع يدعمون تطوير مستقبل الاتحاد الأوروبي كفدرالية من الدول القومية، 35% يعرضون. كانت دول الشمال الأكثر سلبية تجاه أوروبا موحدة في هذه الدراسة. 73% من الشماليين (سكان بلاد الشمال) يعارضون الفكرة. الغالية العظمى من الشعب الذين يستحضرون صورة إيجابية للاتحاد الأوروبي يدعمون مواصلة تطوير الاتحاد إلى فدرالية من الدول القومية (بنسبة 56% إلى 27&).

## توقعات

### قوة عظمى في المستقبل
الولايات المتحدة الأوروبية كقوةٍ عظمى، مفترضة، ومتخيلة، ومتصورة على نطاق واسع على أنها بنفس قوة، أو أكثر قوةً من الولايات المتحدة الأمريكية. بعض الأشخاص مثل توماس روي ريد، وأندرو ردينغ، ومارك ليونارد وبينهم آخرين يؤمنون أن قوة الولايات المتحدة الأوروبية المفترصة ستضاهي قوة الولايات المتحدة الأمريكية في القرن الحادي والعشرين. يستشهد ليونارد بسبعة عوامل: عدد سكان أوروبا الكبير، واقتصاد أوروبا الكبير، وانخفاض معدل التضخم لدى أوروبا، وموقع أوروبا المتوسط في العالم، وانخفاض شعبية والفشل الملحوظ للسياسة الخارجية الأمريكية في السنوات الأخيرة، ودول أوروبية معينة لديها مؤسسات اجتماعية متطورة وجودة حياة عالية. (عند قياسها من حيث ساعات العمل في الأسبوع وتوزيع الدخل). بعض الخبراء يدعون أن أوروبا طورت مجال تأثير يسمى مجال التأثير الأوروبي (Eurosphere).

### قوة صغيرة
المعلق والباحث السياسي النرويجي آسله تويه (Asle Toje) جادل بأن القوة والوصول إلى الاتحاد الأوروبي أكثر شبهاً بقوة صغيرة. في كتابه الاتحاد الأوروبي كقوة صغيرة (The EU As a Small Power) يناقش بأن الاتحاد الأوروبي هو استجابة لوظيفة من تجربة تاريخية فريدة في أوروبا. على الرغم من أن عقد 1990 وأوائل عقد 2000 قد أظهروا وجود مساحة سياسية لمزيد من انخراط الاتحاد الأوروبي في مجال الأمن الأوروبي، فلم يتمكن الاتحاد الأوروبي من تلبية تلك التوقعات. يعرب المؤلف عن مخاوف معينة بشأن أمن الاتحاد وأبعاد الدفاع (CSDP) حيث فشلت محاولات تجميع مصادر وتشكيل إجماع سياسي لتوليد النتائج المتوقعة. يُنظر إلى هذه الاتجاهات مع التحولات في أنماط القوة العالمية قد يرافقه تحول في التفكير الاستراتيجي للاتحاد الأوروبي حيث تم تحجيم طموحات القوة العظمى وتم الاستعاضة عنها بميل نحو التحوط وجهاً لوجه القوى العظمى. المؤلف يستخدم حالة تدخل اليوروفور في دارفور وتشاد ليوضح كيف أن فعالية الاتحاد الأوروبي معرقلة من خلال فجوة إجماع - التوقعات، ويُعزى ذلك بشكل رئيسي إلى عدم وجود آلية فعالة لصنع القرارات. برأيه أن مجموعه هذه التطويرات هو أن الاتحاد الأوروبي لن يكون قوة عظمى، ويأخذ مكانة القوة الصغيرة في النظام الدولي متعدد الأقطاب.